# Ophiostoma radiaticola
Ophiostoma radiaticola är en svampart som beskrevs av J.J. Kim, Seifert & G.H. Kim 2005. Ophiostoma radiaticola ingår i släktet Ophiostoma och familjen Ophiostomataceae.   Inga underarter finns listade i Catalogue of Life.